# زون ۴۰۴ میوند
زون ۴۰۴ میوند یا زون جنوب یکی از ۸ زون تشکیلات اداری وزارت امور داخله جمهوری اسلامی افغانستان می‌باشد که شامل ولایات قندهار، زابل، اروزگان و دایکندی می‌شود. زون معادل قول اردو در وزارت دفاع افغانستان است و معادل انگلیسی آن «Region» یا منطقه می‌باشد. باشگاه فوتبال قهرمانان میوند نیز به نمایندگی از این زون وارد مسابقات لیگ برتر فوتبال افغانستان می‌شود. فرمانده کنونی این زون معشوق‌احمد سیلاب می‌باشد.